# Dulcinéa Vai à Guerra
Dulcinéa vai à guerra é uma telenovela brasileira produzida e exibida pela Band entre 1 de dezembro de 1980 e 14 de março de 1981, em 89 capítulos, substituindo Cavalo Amarelo e encerrando o horário de novelas das 19h. Foi a quarta "novela das sete" exibida desde a profissionalização da dramatugia do canal. Foi escrita por Sérgio Jockyman nos 30 primeiros capítulos e Jorge Andrade no restante, sob direção de Henrique Martins e direção de núcleo de Walter Avancini.
Conta com Dercy Gonçalves, Bete Mendes, Agnaldo Rayol, Benjamin Cattan, Maria Fernanda, Hélio Souto, Sônia Oiticica e Renata Fronzi nos papéis principais.

## Produção
Após o sucesso de Cavalo Amarelo, Walter Avancini, na época diretor de dramatugia da Band, pediu à Ivani Ribeiro para escrever outra novela para a personagem de Dercy Gonçalves, porém a autora se negou, dizendo que a história já estava finalizada em sua visão e que ela já estava adaptando o remake de O Meu Pé de Laranja Lima para a emissora nos próximos meses. Walter, no entanto, resolveu fazer a sequência mesmo assim e convocou o dramaturgo Sérgio Jockyman para escrever, voltando para o elenco apenas Jacques Lagoa, Guilherme Corrêa, Etty Fraser e Oswaldo Campozana, além da própria Dercy. Dulcinéa Vai à Guerra, no entanto, foi um grande fracasso no primeiro mês e Walter demitiu Jockyman, alegando que o texto era dramático e nada se parecia com a comédia escrachada que consagrou Cavalo Amarelo ou valorizava os talentos de improviso de Dercy.
Para recuperar a novela, Jorge Andrade foi contratado para escrever e promoveu grandes mudanças: o textos voltou a focar na comédia; o dramático romance entre Carolina e Marcelo perdeu espaço; o tema de abertura foi trocado de "Lenço na Molera" dos Demônios da Garoa para a animada "La Canga" de As Frenéticas; as maldosas Múrcia (Lia de Aguiar), Helena (Suzy Camacho) e Perla (Carmem Marinho) perderam espaço na história; além disso chegaram novos personagens: o cômico vilão Conde de Castelnuovo (Benjamin Cattan), o leve romance entre Jerusa (Bete Mendes) e Thales (Agnaldo Rayol) e as confusões do núcleo de Lucrécia (Sônia Oiticica). Com isso a novela consegui recuperar parte do público.

## Enredo
Com novas dívidas, a cômica Dulcinéa está às voltas para salvar seu teatro novamente quando conhece as crianças de rua Caco, Minga, Cristina, Márcia e Mico e tem a ideia de montar um espetáculo infantil para dar a volta por cima, mas domar os pestinhas é uma tarefa árdua. O novo dono do prédio, o Conde de Castelnuovo, não vê a hora do teatro fechar para construir um prédio comercial, armando para arruinar os planos de Dulcinéa e contando com a ajuda da assistente social Helena para se livrar das crianças. 
O conde também impede que a filha, Jerusa, namore o humilde Thales por querer que ela se case com a velhote milionário Camilo Batateira, pondo a governanta Murcia para vigia-la. Ainda há o romance de Carolina e Marcelo, atrapalhado pela perversa Ludmila, e as cômicas confusões criadas por Lucrécia para impedir que o filho Mateus se case com Mariana e saia de casa.

## Elenco
| Ator/Atriz        | Personagem             |
| ----------------- | ---------------------- |
| Dercy Gonçalves   | Dulcinéa Amorim        |
| Bete Mendes       | Jerusa de Castelnuovo  |
| Agnaldo Rayol     | Dr. Thales             |
| Benjamin Cattan   | Conde de Castelnuovo   |
| Maria Fernanda    | Mariana Medeiros       |
| Hélio Souto       | Mateus Sampaio Godói   |
| Sônia Oiticica    | Lucrécia Sampaio Godói |
| Renata Fronzi     | Ludmila                |
| Nicole Puzzi      | Carolina               |
| Arlindo Barreto   | Marcelo                |
| Paulo Gonçalves   | Camilo Batateira       |
| Lia de Aguiar     | Múrcia                 |
| Suzy Camacho      | Drª. Helena            |
| Jacques Lagoa     | Xande                  |
| Guilherme Corrêa  | Porfírio               |
| Etty Fraser       | Elisa                  |
| Oswaldo Campozana | Lambari                |
| Abrahão Farc      | Eugênio                |
| Homero Kossac     | Morgado                |
| Muíbo César Cury  | Curvino                |
| Paulo Hesse       | Demóstenes             |
| Afonso Nigro      | Caco                   |
| Lilian Vizzachero | Minga                  |
| Cristina Prado    | Cristina               |
| Márcia May        | Márcia                 |
| Luís Antônio      | Mico                   |

### Participações especiais
| Ator/Atriz      | Personagem      |
| --------------- | --------------- |
| Yoná Magalhães  | Pepita Amorim   |
| Sandra Barsotti | Alice Batateira |
| Carmem Marinho  | Perla           |